# Ткаченко, Александр Николаевич (футболист)
Алекса́ндр Никола́евич Ткаче́нко (укр. Олександр Миколайович Ткаченко; род. 24 января 1947, Купянск, Харьковская область) — советский и украинский футболист, вратарь, тренер. Мастер спорта СССР (1969).

## Биография
Родился 24 января 1947 года в городе Купянск Харьковской области.

## Карьера

### Клубная
Начал играть в 1956 в купянской детской команде «Локомотив» центральным нападающим. Первый тренер — В. Мордаков.
С 1964 года в клубной команде Лисичанска.
Дебютировал в клубе «Шахтёр» (Кадиевка) в 1966 году.
Выступал за команды высшей лиги СССР «Заря» Луганск / Ворошиловград (1967—1978, 1981—1987) и «Зенит» Ленинград (1979—1980).
Практически всю свою профессиональную карьеру провёл в ворошиловградской «Заре». Был лидером команды. Иногда исполнял 11-метровые штрафные удары, рекордсмен первой лиги среди вратарей-бомбардиров — 10 голов. Считался одним из сильнейших вратарей 70-х годов прошлого столетия.
В сезонах 1979-го и 1980 года защищал ворота ленинградского «Зенита», в составе которого провёл 69 официальных матчей, в трети (22) из которых он сумел оставить свои ворота на «замке».
13 августа 1971 года в матче «Заря» — «Зенит» пережил клиническую смерть. Ткаченко бросился вперёд за мячом, а игрок «Зенита» Владимир Поляков не успел затормозить и по инерции ударил его бутсой в висок. В больнице пролежал сутки без сознания и без движения 60 дней, но после операции вернулся в футбол. Врачи посоветовали ему завершить карьеру. Тем не менее Ткаченко остался в футболе. В 1986 году Александр Ткаченко решил завершить карьеру, но тренерський штаб «Зари» опять обратился за помощью, основной вратарь команды Василий Занин сломал руку на тренировке, а молодой Олег Суслов заболел. 1987 год стал последним в игровой карьере вратаря.
Провёл 4 игры в Кубке европейских чемпионов.

### В сборной
Провёл один матч за олимпийскую сборную СССР (1971), три матча за национальную сборную СССР (1972).

### Тренерская
По окончании спортивной карьеры работал тренером в СДЮШОР «Заря» (с 1985 года).
Главный тренер клуба «Вагоностроитель» — 1991 (с июня) — 1993 (по июнь).
Работал тренером в командах «Ростсельмаш», «Торпедо-Металлург» и др. С июля 2006 года — тренер вратарей луганской «Зари».
В июле 2018 года Почта Луганской Народной Республики выпустила марку с портретом А. Ткаченко. Марка входит в блок марок «Финал Чемпионата мира по футболу».

## Достижения

### Клубные
- Чемпион СССР 1972 года.
- Бронзовый призёр чемпионата СССР 1980 года.
- Финалист Кубка СССР (2): 1974, 1975 годов.
- Чемпион Украинской ССР 1986 года[6].

### Личные
- Член символического Клуба Льва Яшина (СССР) — 145 «сухих» матчей.
- Член символического Клуба Евгения Рудакова (Украина) — 145 «сухих» матчей.
- В списке 33-х лучших футболистов Украинской ССР (3): № 2 — 1969, 1972; № 3 — 1970.
- Включён в список 50 лучших игроков в истории луганской «Зари» (3 позиция)[7].